# Lech Majewski
Pour les articles homonymes, voir Majewski.
Lech Majewski, né à Katowice (Pologne) le 30 août 1953, est un metteur en scène, scénariste, réalisateur, producteur, peintre et poète polonais. Il est l'auteur d'une douzaine de films, dont Basquiat, de trois opéras et cinq pièces de théâtre. 

## Biographie
Lech Majewski a étudié à l'Académie des Beaux-Arts de Varsovie et il est diplômé en 1977 de l'École nationale de cinéma de Łódź, où il a étudié la mise en scène avec Wojciech Has. Il tourne ses deux premiers longs métrages en Pologne puis part en Angleterre en 1981 et aux Etats-Unis où il restera pendant la période communiste. En 1992 il produit et réalise Gospel according to Harry avec Viggo Mortensen. 
En 1995, il travaille avec Julian Schnabel en tant que scénariste sur le film Basquiat qu'il coproduit, où David Bowie joue le rôle d'Andy Warhol. La même année, il met en scène l'opéra The Black Rider de Bob Wilson, Tom Waits et William Burroughs à Heilbronn et Carmen de Georges Bizet à l'Opéra Nationale de Varsovie coproduit par Canal+ Polska. En 1999, il tourne Wojaczek, film sur la vie du poète maudit Rafał Wojaczek, qui reçoit plus de vingt Prix dans des festivals internationaux. En 2000, il devient membre de l’European Film Academy.
En 2002, The Roe’s Room est présenté au Museum of Modern Art de New York et à la Galerie nationale du Jeu de Paume à Paris. 
En 2006, le MoMA consacre une rétrospective de son œuvre cinématographique et vidéographique. Il présente à cette occasion Blood of the Poet, une séquence de trente trois vidéos.
En 2009, il réalise son exposition de photographies Natures singulières à la Galerie Basia Embiricos à Paris.
En 2009, il tourne un film consacré au peintre Pieter Brueghel l'Ancien, qu'il coécrit avec l'historien d'art Michael Gibson. Bruegel, le Moulin et la Croix affiche une belle distribution, notamment Rutger Hauer, Michael York et Charlotte Rampling,. Ce film,sorti en France, le 28 décembre 2011, invite le spectateur à pénétrer dans le tableau Le Portement de Croix (1564) pour y suivre la vie de ses personnages,.
En 2013, il préside le jury du Grand Prix du Festival international du cinéma indépendant Off Plus Camera de Cracovie.

## Filmographie

### Réalisateur
- 1978 : Zwiastowanie
- 1980 : Zapowiedz ciszy
- 1980 : The Knight (Rycerz)
- 1986 : Flight of the Spruce Goose (Lot Świerkowej Gęsi)
- 1988 : Prisoner of Rio (Więzień Rio)
- 1994 : Gospel According to Harry (Ewangelia według Harry'ego)
- 1997 : La Chambre des biches (Pokój saren)
- 1998 : The Roe's Room (Pokój Saren)
- 1998 : Wypadek
- 1999 : Wojaczek (Life Hurts)
- 2000 : Angelus
- 2004 : Le Jardin des délices (Ogród rozkoszy ziemskich)
- 2007 : Blood of a Poet
- 2011 : Bruegel, le Moulin et la Croix (The Mill and the Cross)
- 2019 : Valley of the Gods

### Scénariste
- 1980 : The Knight (Rycerz)
- 1986 : Flight of the Spruce Goose (Lot Świerkowej Gęsi)
- 1988 : Prisoner of Rio (Więzień Rio)
- 1994 : Gospel According to Harry (Ewangelia według Harry'ego)
- 1996 : Basquiat (histoire)
- 1997 : La Chambre des biches (Pokój saren)
- 1999 : Wojaczek (Life Hurts)
- 2000 : Angelus
- 2004 : The Garden of Earthly Delights (Ogród rozkoszy ziemskich)
- 2007 : Blood of a Poet
- 2011 : Bruegel, le Moulin et la Croix

### Producteur
- 1986 : Flight of the Spruce Goose (Lot Świerkowej Gęsi)
- 1988 : Prisoner of Rio (Więzień Rio)
- 1994 : Gospel According to Harry (Ewangelia według Harry'ego)
- 1996 : Basquiat
- 2002 : Zlom de Radoslaw Markiewicz
- 2007 : Blood of a Poet
- 2011 : Bruegel, le Moulin et la Croix

### Compositeur
- 1997 : La Chambre des biches (Pokój saren)
- 2000 : Angelus
- 2004 : The Garden of Earthly Delights (Ogród rozkoszy ziemskich)
- 2007 : Blood of a Poet
- 2011 : Bruegel, le Moulin et la Croix

### Sources
- (en) Cet article est partiellement ou en totalité issu de l’article de Wikipédia en anglais intitulé « Lech Majewski » (voir la liste des auteurs).
- Maria Karnatowska, extrait du catalogue Arteon 5/2006